# Jožef Marko Dravec
Jožef Marko Dravec slovenski rimokatoliški duhovnik, teolog in pisec na Ogrskem. * Beltinci, 20. marec, 1697; † Veszprém, 17. julij, 1779.
Študiral je na univerzi v Trnavi (danes Slovaška). 14. septembra 1730 je bil posvečen za duhovnika. Leta 1732 je bil župnik v Pázmándu. Januarja 1734 župnik v Válu. 3. januarja 1737 je postal dekan Székesfehérvárja. Leta 1747 je pomagal pri vizitaciji škofu Mártonu Bíróju Padányiju. 11. novembra 1749 je postal župnik in dekan v Veszprému.
Pisal je v latinščini.

## Dela
- Per ardua ad sublime dignitatis fastigium evecto Martino Biro, recens in episcopum Veszprimiensem consecrato. Buda, 1745.
- Promulgatio jubilaei universalis anni 1776 per dioecesim Veszprimiensem. Jaurini.

1. 1 2  http://lexikon.katolikus.hu/D/Dravecz.html